# Codex Freerianus

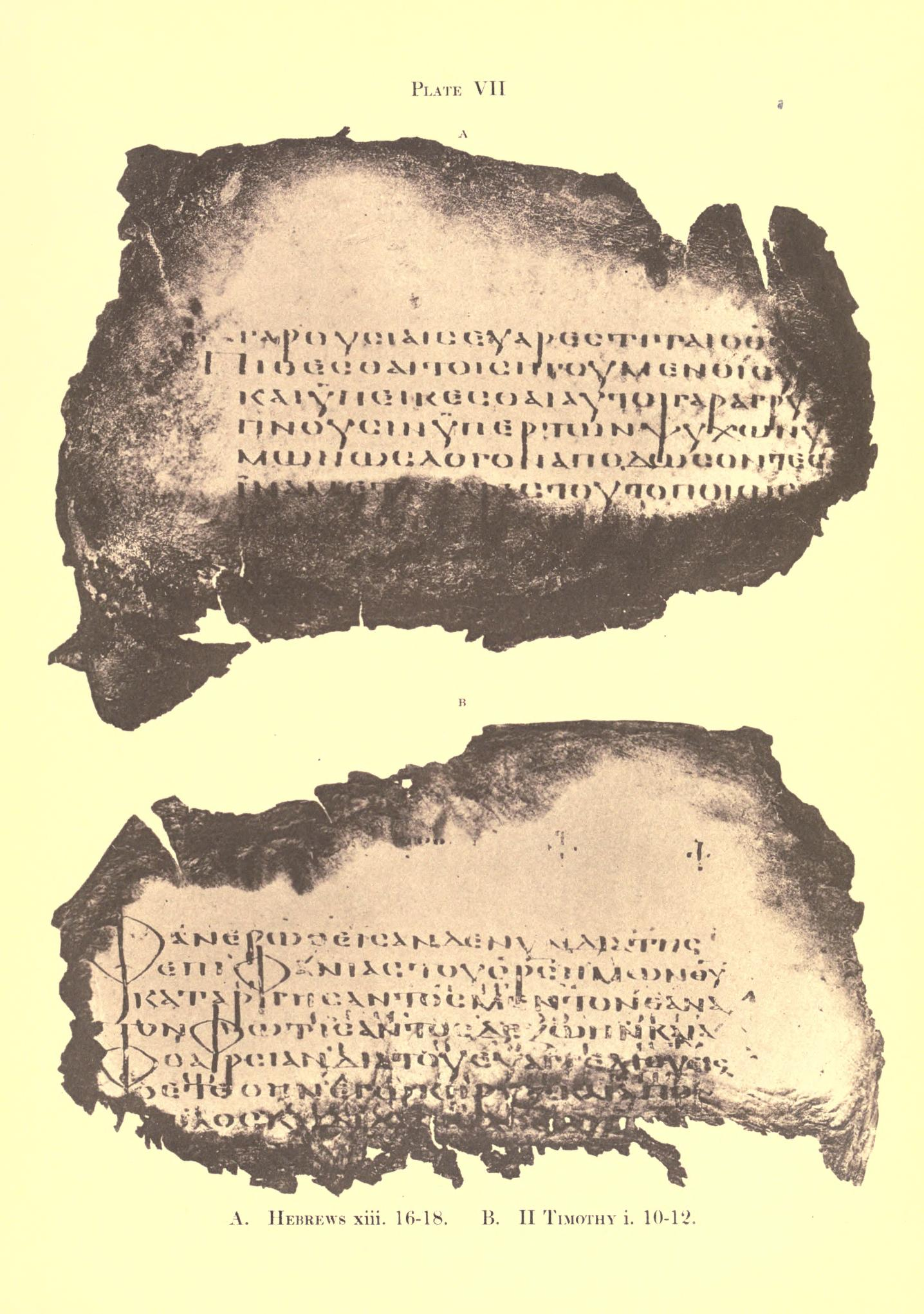
Codex Freerianus

El Codex Freerianus (Washington D. C., Smithsonian Institution (06. 275); Gregory-Aland no. I o 016) es un manuscrito uncial del siglo V. El códice contiene los Epístolas paulinas con numerosas lagunas.
El códice consiste de un total de 210 folios de 25 x 20 cm. El texto está escrito en una sola columna por página, con entre 30 líneas por columna.
El texto griego de este códice es una representación del tipo textual alejandrino. Kurt Aland lo ubicó en la Categoría II.